# Ginger Snaps III – Der Anfang
Ginger Snaps III – Der Anfang (Ginger Snaps Back: The Beginning) ist ein kanadischer Horrorfilm aus dem Jahr 2004. Er ist das Prequel zu Ginger Snaps (2000) und Ginger Snaps II: Entfesselt (2004). Der Werwolf-Film enthält Elemente des Märchens Rotkäppchen.

## Handlung
Im Jahre 1815 finden die einsamen Schwestern Ginger und Brigitte in einem Handelsfort in der Wildnis Kanadas Zuflucht, weit abgeschnitten von jeglicher Zivilisation. Die Situation ist angespannt, denn die wenigen Bewohner warten seit Monaten auf die Lieferung von Vorräten und das Fort leidet unter ständigen Angriffen von Werwölfen. Nachdem Ginger vom Sohn des Kommandanten gebissen worden ist (er versteckte sein infiziertes Kind und erklärte es im Fort für tot), erregt sie bald das Misstrauen des fanatischen Pfarrers und der anderen Fortbewohner. Die Lage eskaliert daraufhin immer weiter. Die Bewohner stellen fest, dass keine Hilfe kommen wird und einer nach dem anderen fällt den Wölfen zum Opfer. Chaos bricht aus, Ginger verschwindet und Brigitte schlägt sich mithilfe eines indianischen Jägers zu einer indianischen Schamanin durch. In einer Vision sieht sie, wie sie ihre Schwester töten wird, während der Indianer sich opfert. Ginger öffnet den Wölfen das Tor ins Fort, so dass alle Bewohner sterben. Der Indianer tötet etliche Wölfe. Als er jedoch der besessenen Ginger gegenübertritt, wird er, anders als in der Vision, von Brigitte erstochen. Die beiden Schwestern verlassen das Fort. In der Schlussszene berühren beide Schwestern wissentlich ihre blutenden Hände, sodass die Infektion nun auch auf Brigitte übergeht – der bis zur Gegenwart dauernde Fluch ist besiegelt.

## Kritik
Das Lexikon des internationalen Films sah einen „weitere(n) Ableger der Prequel-Mode, der die Vorgeschichte einer zweiteiligen kanadischen Horrorserie erhellen soll. Auch die vertrauten Darsteller, eine solide Regie und die gediegene Ausstattung machen die Wiederkehr des Ewiggleichen nicht unterhaltsamer.“